# Alpy Liguryjskie

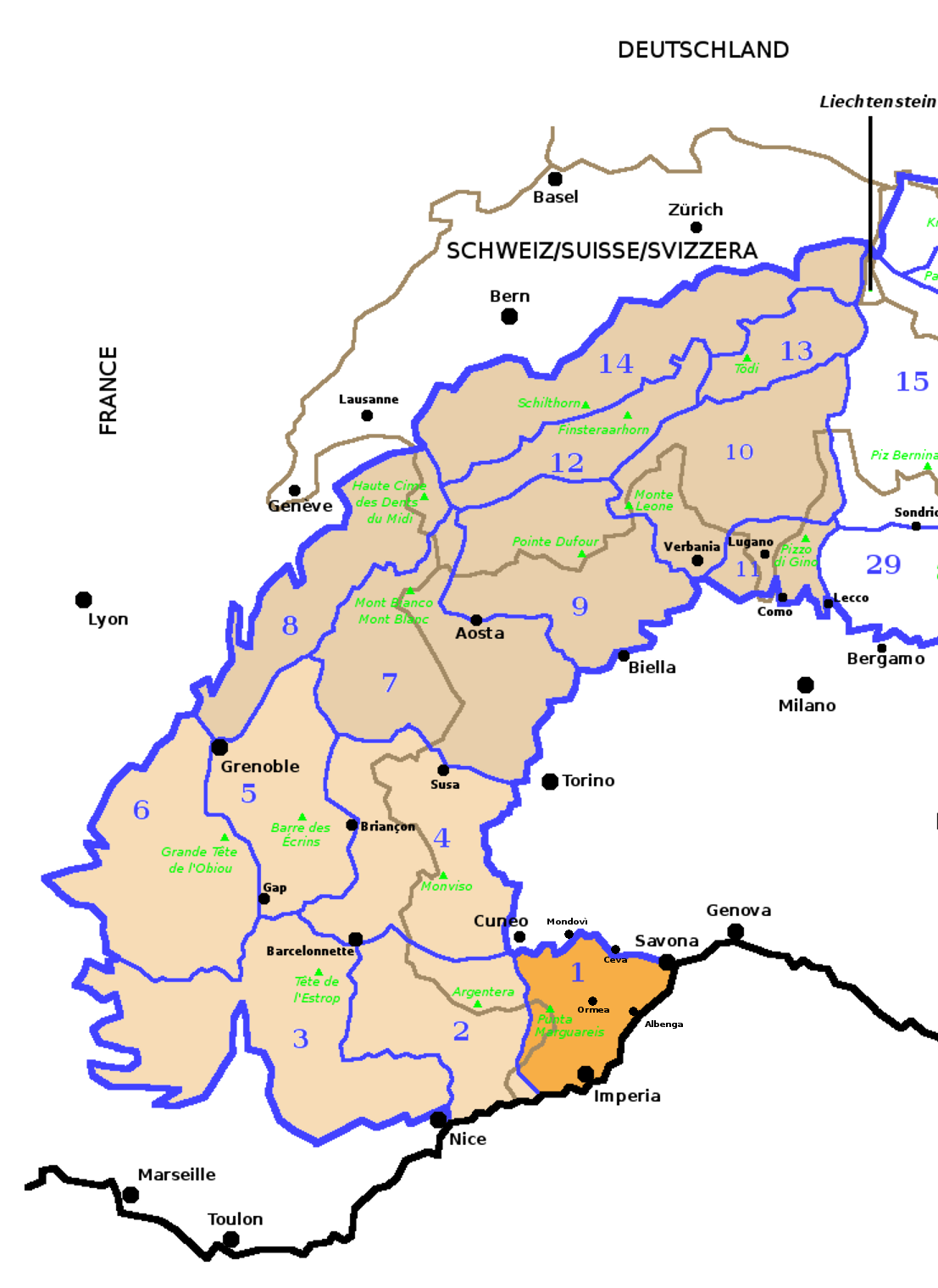
Alpy Liguryskie na tle podziału Alp Francusko-Włoskich

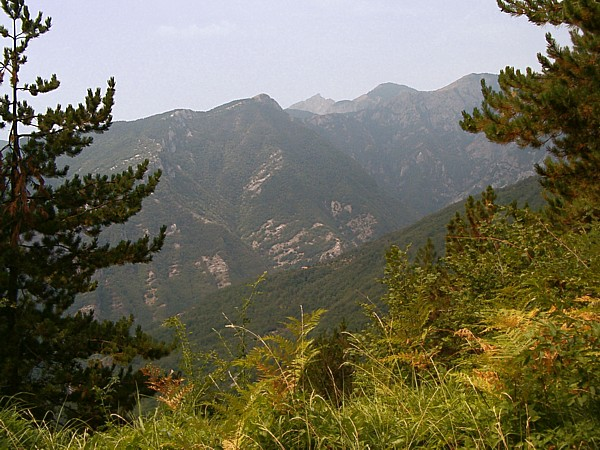
Alpy Liguryjskie

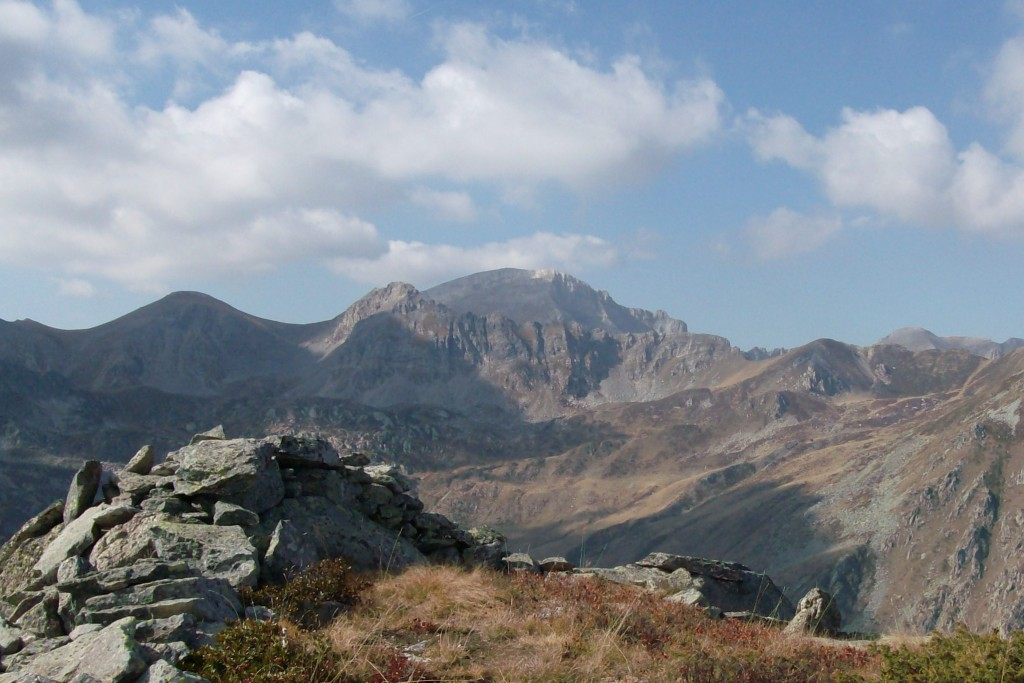
Monte Mongioie

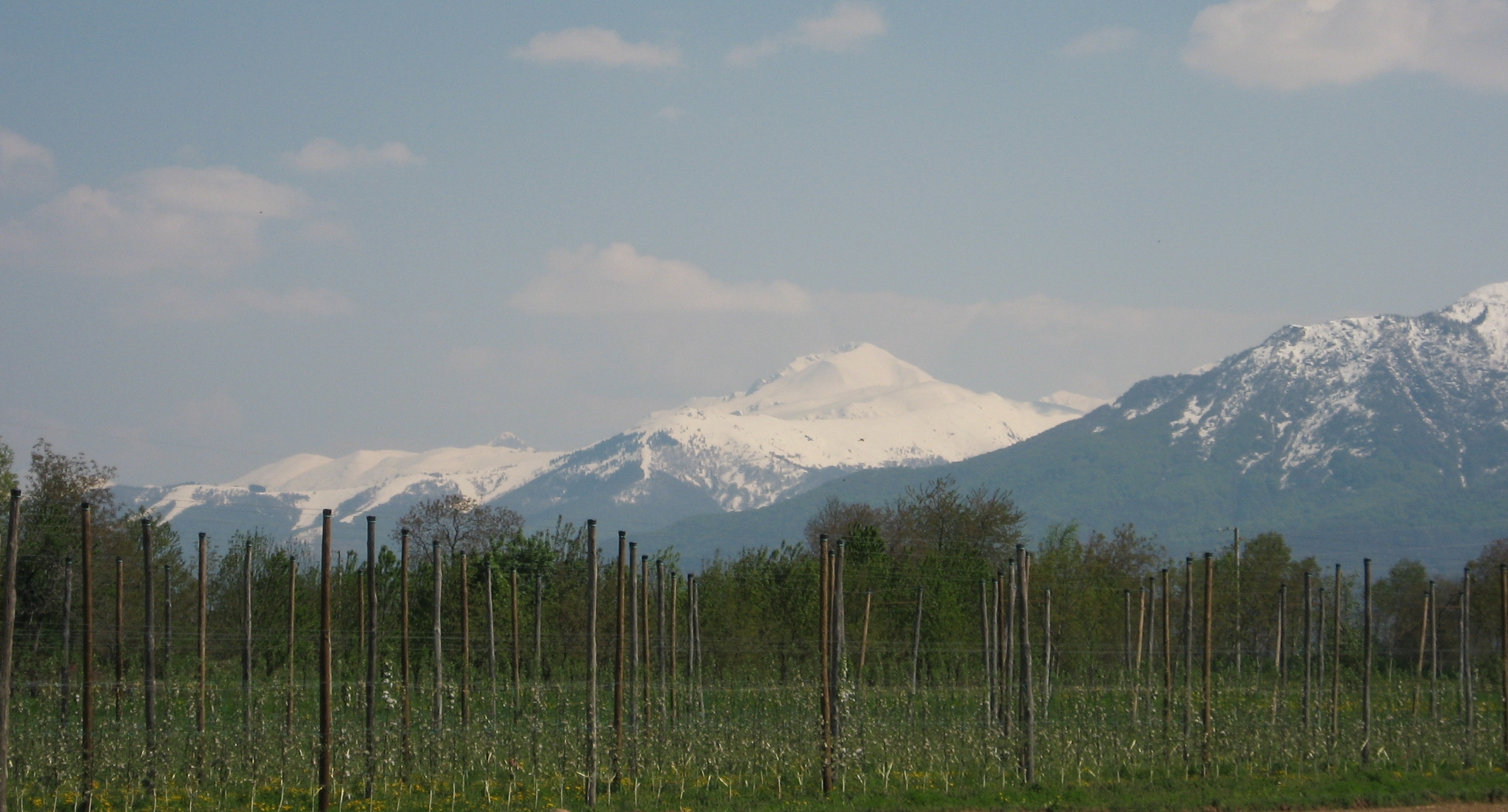
Monte Mondolé

Alpy Liguryjskie (wł. Alpi Liguri, fr. Alpes ligures) to część Alp Zachodnich, obejmująca odcinek głównego grzbietu wododziałowego Alp, położona na terenie Włoch (Liguria i Piemont) oraz (w niewielkiej części) Francji. Przełęcz Cadibona (wł. Colle di Cadibona) oddziela je od Apeninu Liguryjskiego, a przełęcz Tende od Alp Nadmorskich. Zbudowane są głównie ze skał krystalicznych, wapiennych i utworów fliszowych. Najwyższym szczytem Alp Liguryjskich jest Punta Marguareis (2651 m n.p.m.).
Czasem Alpy Liguryjskie uważa się za część Alp Nadmorskich.
Najwyższe szczyty:
- Punta Marguareis (2651 m),
- Monte Mongioie (2630 m),
- Cima delle Saline (2612 m),
- Cima Pian Ballaur (2604 m),
- Cima Palù (2538 m),
- Monte Bertrand (2482 m),
- Pizzo d'Ormea (2476 m),
- Cima Seirasso (2435 m),
- Cima Pertegà (2404 m),
- Bric Costa Rossa (2404 m),
- Testa Ciaudion (2386 m),
- Cima di Velega (2384 m),
- Monte Mondolé (2382 m),
- Cima Missun (2356 m),
- Monte Becco (2300 m),
- Monte Besimauda (2231 m),
- Monte Saccarello (2201 m),
- Punta Mirauda (2157 m),
- Monte Frontè (2152 m),
- Monte Antoroto (2144 m),
- Cima di Marta (2136 m).

Schroniska:
- Rifugio Allavena,
- Rifugio Don Barbera,
- Rifugio Garelli,
- Rifugio Havis de Giorgio,
- Rifugio Mongioie,
- Rifugio San Remo.